# Habitatges a la plaça de les Oliveres, 5-11 (la Garriga)
Els habitatges a la plaça de les Oliveres, 5-11 són un grup de cases del municipi de la Garriga (Vallès Oriental) que formen part de manera conjunta de l'Inventari del Patrimoni Arquitectònic de Catalunya.

## Descripció
La plaça està situada davant la part anterior de l'església parroquial. Comunica la pl. de l'Església amb la Baixada de l'Estació. Es podria parlar d'una gran plaça conformada per la de les Oliveres i la de l'Església, al bell mig de la qual s'aixeca l'edifici de l'església parroquial.

## Història
Des del núm.- 5 al 11 trobem un interessant conjunt de cases, construïdes a principis de s. XX (1910-1912), exponents clars de l'arquitectura modernista de l'arquitecte Manel Joaquim Raspall Mayol. La casa Joan Calls, al núm.- 5, és una magnífica mostra d'aquesta arquitectura.